# Хенрикув
Хенрикув (на полски: Henryków, на немски: Heinrichau) е село в административния район на гмина Жембице, в рамките на Зомбковишки окръг, Долносилезко войводство, в югозападна Полша.
Намира се на около 7 km северно от Жембице, 16 km североизточно от Зомбковице Шльонске и 53 km южно от регионалната столица Вроцлав. Селото е с население от 1400 жители.
В селото се намира забележителният комплекс Цистерциански манастир. Една латинска хроника, Книгата на Хенрикув, съставена в абатството Хенрикув през XIII век, съдържа първото известно изречение, написано на полски език.
В Хенрикув има жп гара.

## Забележителности в района
- Цистерциански манастирски комплекс
- Замък Гола Джержоньовска
- Немча (средновековен град)

## Галерия
- Цистерианския манастир от горе
- Паметник на „Книгата на Хенрикув“
- Входа на парка
- Жп гара